# Monts Perșani
Les monts Perșani sont un massif montagneux des Carpates orientales, dans le centre de la Roumanie. Ils dominent le pays de la Bârsa. Leur nom allemand, Geisterwald (forêt de Geist), vient de Geist, nom allemand de la petite ville d'Apața située sur le versant oriental du massif, au bord de l'Olt.
Le massif possède une direction nord-sud sur une longueur d'environ 60 km. Il est principalement constitué de basalte, de shale et de flysch. Il s'agit d'un massif essentiellement forestier avec des sommets arrondis.